# Фомкино (Псковский район)
Фомкино — деревня в Карамышевской волости Псковского района Псковской области России.

## География
Расположена в 17 км к северо-западу от села Карамышево и в 13 км к востоку от центра города Пскова.

## Население
| 2001 | 2002 | 2010 |
| ---- | ---- | ---- |
| 22   | ↗44  | ↗53  |

## История
До 1 января 2010 года деревня входила в состав ныне упразднённой Задорожской волости с центром в д.Лопатово.